# Pithecia vanzolinii
Pithecia vanzolinii is een zoogdier uit de familie van de sakiachtigen (Pitheciidae). De wetenschappelijke naam van de soort werd voor het eerst geldig gepubliceerd door Hershkovitz in 1987, eerst als ondersoort van de kaalgezichtsaki (Pithecia irrorata). In 2014 werd de soort voor het eerst als zelfstandige soort erkend.

## Voorkomen
De soort komt voor in het westen van Brazilië.